# Brind
Brind – osada w Anglii, w hrabstwie East Riding of Yorkshire. Leży 36 km na zachód od miasta Hull i 257 km na północ od Londynu.